# 호라이즌 (비디오 게임 시리즈)
《호라이즌》(Horizon)은 게릴라 게임스가 개발하고 소니 인터랙티브 엔터테인먼트가 배급하는 일련의 액션 롤플레잉 게임 시리즈이다. 주인공 에일로이가 기계괴물이 가득한 세계에서 과거의 비밀을 밝히는 모험이 주내용이다.
본편 《호라이즌 제로 던 (2017)》과 《호라이즌 포비든 웨스트 (2022)》 2편과 가상현실 외전 《호라이즌 콜 오브 더 마운틴》이 발매됐다. 플레이스테이션 프로덕션스가 제작하고 넷플릭스가 배급하는 실사 텔레비전 드라마가 2022년 발표됐다. 2023년 5월 기준 총판매량은 3200만 장 이상이다.

## 줄거리
게임의 무대는 종말 후의 31세기 미국이다. 게임 내 등장장소는 콜로라도, 와이오밍, 유타, 캘리포니아 및 네바다 근방이다.

## 게임
| 2017      | 호라이즌 제로 던                    |
| 2017      | 호라이즌 제로 던: 얼어붙은 오지     |
| 2018–2021 |                                     |
| 2022      | 호라이즌 포비든 웨스트              |
| 2023      | 호라이즌 콜 오브 더 마운틴          |
| 2023      | 호라이즌 포비든 웨스트: 버닝 쇼어스 |